# Saint-Denis-les-Ponts
Saint-Denis-les-Ponts foi uma comuna francesa na região administrativa do Centro, no departamento Eure-et-Loir. Estendia-se por uma área de 13,75 km². Em 2010 a comuna tinha 2 273 habitantes (densidade: 165,3 hab./km²).
Em 1 de janeiro de 2019, passou a formar parte da nova comuna de Saint-Denis-Lanneray.